# 문야엘
문야엘(1992년 12월 19일 ~)은 대한민국의 방송인 겸 기업인이다.

## 방송
- 얼짱시대 3 (2010)
- 얼짱TV 2 (2013)
- 얼짱시대 요즘뭐해? (2020)